# 서울특별시 문화상
서울특별시 문화상(韓國出版文化賞)은 인문과학, 자연과학, 문학, 미술, 국악, 서양음악, 연극, 무용, 대중예술, 문화산업, 언론, 문화재, 관광, 체육 부문에 걸쳐 문화 발전에 기여한 공적이 큰 시민 또는 단체를 선정하여 시상하는 서울특별시 주최의 문화상이다.

## 역대 부문별 수상자

### 서울시 문화상(초기)
|        | 인문과학    | 목연과학    | 문학   | 미술            | 음악            | 무용                | 연극       | 영화   | 건설            | 공예            | 체육        | 언론         | 출판        | 방송                     |
| ------ | ----------- | ----------- | ------ | --------------- | --------------- | ------------------- | ---------- | ------ | --------------- | --------------- | ----------- | ------------ | ----------- | ------------------------ |
| 1968년 | 이기영      | 나세진      | 안수길 | 이종우          | 김동진          | 송범                | 김정환     | 김진규 | 홍붕희          | 김교만          | 신동파      | 고재욱       | 서재수      | 강영숙                   |
| 1968년 | 동국대 교수 | 서울대 교수 | 소설가 | 홍익대 명예교수 | 경희대 음대교수 | 한국무용협회 이사장 | 무대미술가 | 배우   | 한양대 공대교수 | 서울대 미대교수 | 육군 농구부 | 동아일보사장 | 삼중당 대표 | 한국여류방송인클럽이사장 |

### 서울시 문화상 (1990~2002)
|        | 인문과학                               | 기초과학           | 지구환경과학               | 생명과학               | 음악                            | 문학                     | 미술                   | 연예                                  | 공연                    | 영상                 | 교육                        | 언론                         | 출판            | 건설                      | 체육                        |
| ------ | -------------------------------------- | ------------------ | -------------------------- | ---------------------- | ------------------------------- | ------------------------ | ---------------------- | ------------------------------------- | ----------------------- | -------------------- | --------------------------- | ---------------------------- | --------------- | ------------------------- | --------------------------- |
| 1990년 | 申瀅植                                 | 金泰麟             |                            | 李勝雨                 | 金鳳壬                          | 黃錦燦                   | 吳承雨                 | 文一枝                                |                         |                      |                             | 白寅洙                       | 蔡福基          | 崔榮博                    | 金閔洙                      |
| 1990년 | 이화여대사학과교수                     | 고려대이과대학교수 |                            | 서울대교수             | 경희대음악대학장                | 숭의전문대추계예술대교수 | 목우회장               | 국립국악원무용단상임안무자            |                         |                      |                             | 동아일보사편집국편집위원     | 삼성인쇄 대표   | 고려대교수                | 한국사회체육센터관장        |
| 1991년 | 元永煥                                 |                    |                            | 崔興載                 | 金素姬                          | 구인환                   | 黃瑜燁                 | 임권택                                |                         |                      | 洪雄善                      | 金聖佑                       | 金洛駿          | 金儀遠                    | 朴光洵                      |
| 1991년 | 강원대 인문대학장                      |                    |                            | 연세대 의대교수        | 한국국악협회 부이사장           | 서울대 사범대교수        | 중앙대 예술대 객원교수 | 영화감독                              |                         |                      | 한국교육개발원 전문위원     |                              | 금성출판사 대표 | 경원대 대학원장           | 서울시 양궁협회장           |
| 1993년 | 김영모                                 | 李益春             |                            | 李澤俊                 | 兪海濬                          | 윤병로                   | 任直淳                 | 홍경일                                |                         |                      | 이창갑                      | 印輔吉                       | 허창성          | 文濟吉                    | 이갑영                      |
| 1993년 | 중앙대 부총장                          | 인하대 대학원장    |                            | 중앙대 교수            | 한국방송작가협회교육원 이사장   | 성균관대 문과대학장      | 한국미술협회고문       | 한국영화인협회 부이사장, 배우협회장   |                         |                      | 한국수학여행협회장          | 조선일보편집국장             | 평화출판사 사장 | 건국대 교수               | 중앙일보 문화센터국장       |
| 1994년 | 愼鏞廈                                 | 李龜撤             |                            | 박윤기                 | 백낙호                          | 김우종                   | 서세옥                 | 최금동                                |                         |                      | 이지호                      | 최원식                       | 윤석금          | 신현식                    | 김운용                      |
| 1994년 | 서울대 사회학교수                      | 서울대 물리학교수  |                            | 연세대 의대교수        | 서울대 기악 명예교수            | 덕성여대 교수            | 서울대 미대 명예교수   | 예술원회원                            |                         |                      | 전 서교국민학교장           | 대한교육출판대표             | 웅진그룹회장    | 중앙대 건축학교수         | 대한체육회장                |
| 1995년 |                                        |                    |                            | 朴淳永                 | 河中熙                          | 洪允淑                   | 朴栖甫                 | 權五鎰                                |                         |                      | 嚴圭白                      | 金在衡                       | 李一秀          | 黃正奎                    | 聖泰                        |
| 1995년 |                                        |                    |                            | 경희대 예방의학과 교수 | 한국음악저작권협회 정회원       | 예술원 회원              | 홍익대 미대 교수       | 서울시립대교수. 前한국연극협회 이사장 |                         |                      | 양정고등학교장              | KBS TV본부 제작위원          | 평화당인쇄 대표 | 홍익대 공과대 교수        | 서울체육중.고등학교 교장    |
| 1997년 | 李丙疇                                 |                    |                            | 金永珉                 | 張一男                          | 文德守                   | 朴洸眞                 | 車凡錫                                |                         |                      |                             | 徐熙乾                       | 朴忠一          | 宋鍾奭                    | 白金鳳                      |
| 1997년 | 동국대 명예교수                        |                    |                            | 서울의대 정형외과 교수 | 한양대 음대교수                 | 한국문화예술진흥원장     | 서울교대 미술과교수    | 예술원부회장                          |                         |                      |                             | 조선일보 출판국 부국장       | 신흥인쇄 대표   | 연세대 명예교수           | 서울시축구협회 회장         |
| 1998년 | 金潤煥                                 | 朴炯錫             | 曺喜九                     | 李炯煥                 | 洪燕澤                          | 成贊慶                   | 張潤宇                 |                                       | 박정자                  | 柳濟東               | 林台益                      | 權寧彬                       | 林仁圭          | 呂鴻九                    | 金知泰                      |
| 1998년 | 고려대 명예교수                        | 서울대 교수        | 연세대 교수                | 건국대 교수            | 코리안심포니오케스트라 음악감독 | 성균관대 교수            | 성신여대 교수          |                                       | 한국연극협회 이사       | 영상작가전문교육원장 | 등양초등학교 교장           | 중앙일보 논설위원            | 동화출판사 대표 | 한양대 도시대학원장       | 서울시수영연맹 회장직무대리 |
| 1999년 | 김안제                                 | 최병두             |                            | 김성훈                 | 안숙선                          | 홍기삼                   | 하종현                 |                                       | 황문평(본명 황해창)     |                      | 김귀년                      | 이문희                       | 전병석          | 유복모                    | 김상겸                      |
| 1999년 | 서울대 환경대학원교수                  | 서울대 명예교수    |                            | 성균관대 교수          | 국립창극단장                    | 동국대 교수              | 홍익대 교수            |                                       | 한국연예협회 명예이사장 |                      | 대한사립중고등학교장회 회장 | 한국일보 상임고문            | 문예출판사 대표 | 연대교수                  | 고려대교수                  |
| 2000년 | 심재기                                 | 여철현             | 봉종헌                     | 하영칠                 | 윤해중                          | 김후란                   | 윤영자                 |                                       | 최현                    | 김지미               | 김두선                      | 신찬균                       | 배효선          | 이명호                    |                             |
| 2000년 | 서울대 국어국문학과 교수               | 연세대 화학과 교수 | 공주대 객원교수            | 서울대 생명과학부 교수 | 한국작곡가협회 명예이사장       | 한국여성문학인회 고문    | 대한민국 예술원 회원   |                                       | 무용가                  | 영화배우             | 한국학교 발명협회장         | 세계일보 주필                | 법문사 대표     | 중앙대 건축학과 교수      |                             |
| 2001년 |                                        | 최봉대             | 고(故) 문승의              | 유명희                 | 최영섭                          | 이어령                   | 민경갑                 |                                       | 손숙                    | 김지헌               | 한상국                      | 이실                         | 양철우          | 최상철                    | 이학래                      |
| 2001년 |                                        | 고려대 수학과 교수 | 전 기상청장                | 한국과학기술연구단장   | 한국작곡가회 명예회장           | 초대 문화부장관          | 예술원 회원            |                                       | 연극인                  | 예술원 회원          | 사립중고등학교장회장        | 경향신문 주필                | 교학사 대표     | 서울대 환경대학원 교수    | 한양대 체육대교수           |
| 2002년 | 윤석범                                 | 양철학             | 박순웅                     | 황우석                 | 김용진                          | 함동선                   | 홍석창                 | 이장호                                | 이호재                  |                      |                             | 남시욱(64)                   | 박맹호(68)      | 권오석(66·                | 송봉섭                      |
| 2002년 | 유엔 경제사회아시아태평양위원회 상담역 | 울대 화학과 교수   | 서울대 지구환경과학부 교수 | 서울대 수의과학대 교수 | 서울대 명예교수                 | 중앙대 명예교수          | 홍익대 미술대학원장    | 영화감독                              | 연극배우                |                      |                             | 성균관대 언론정보대학원 교수 | 민음사 대표     | 한국건설안전기술협회 고문 | 서울시태권도협회장          |

### 서울사랑시민상(2003~2004)
- 2003년부터 서울사랑시민상으로 시상식 명칭이 바뀌었다.[1]

|        | 인문·사회과학        | 기초과학    | 문학                | 미술                 | 음악                 | 영상                     | 공연          | 교육               | 언론            | 출판                 | 건설            | 체육          | 생명과학     |
| ------ | -------------------- | ----------- | ------------------- | -------------------- | -------------------- | ------------------------ | ------------- | ------------------ | --------------- | -------------------- | --------------- | ------------- | ------------ |
| 2003년 | 정세욱               | 진정일      | 이형기              | 장두건               | 한명희               | 표재순                   | 정재만        | 임무영             | 김녕만          | 임경환               | 이정덕          | 이근배        | 서울시약사회 |
| 2003년 | 한국공공자치연구원장 | 고려대 교수 | 한국시인협회 평의원 | 한국미술협회 고문    | 서울시립대 교수      | 연세대 교수              | 숙명여대 교수 | 서울 휘경초 교장   | 사진예술사 대표 | 도서출판 집문당 대표 | 고려대 명예교수 | 한국체대 교수 |              |
| 2004년 | 박경룡               | 장건수      | 구혜영              | 조수호               | 강석희               | 이태술                   | 김길호        | 김완기             |                 | 홍우동               | 유완            |               |              |
| 2004년 | 서울교대 한국사 강사 | 연세대 교수 | 소설가              | 한국국제서법연맹회장 | 계명대 음대 특임교수 | MBC 영상미술국 영상1부장 | 연극배우      | 서울대현초등학교장 |                 | 동국전산 대표        | 연세대 교수     |               |              |

### 서울시 문화상(2006~2014)
|        | 인문과학             | 자연과학                 | 문학                | 국악                    | 서양음악                      | 미술                         | 언론          | 연극                      | 대중예술                    | 문화재                   | 무용                         | 체육                   | 문화산업                             | 관광                    |
| ------ | -------------------- | ------------------------ | ------------------- | ----------------------- | ----------------------------- | ---------------------------- | ------------- | ------------------------- | --------------------------- | ------------------------ | ---------------------------- | ---------------------- | ------------------------------------ | ----------------------- |
| 2006년 | 이상억               | 명효철                   | 안장환              | 이영희                  | 김용진                        | 이억영                       |               | 노경식                    | 김태우                      | 김선풍                   | 김민희                       | 박영민                 | 이현세                               | 남상만                  |
| 2006년 | 서울대 국문과 교수   | 한국고등과학원 교수      | 소설가              | 한국국악협회 이사장     | 한국음악협회 이사장           | 한국화가                     |               | 서울평양연극제 추진위원장 | 신영필름 대표               | 중앙대 민속학과 명예교수 | 한양대 생활무용예술학과 교수 | 고려대 체육교육과 교수 | 만화가                               | 서울시관광협회 회장     |
| 2007년 |                      | 이혜숙                   |                     | 박범훈                  | 이상만                        | 김봉구                       | 노진환        | 송승환                    | 도동환                      | 서울무형문화재기능보존회 |                              | 강태선                 |                                      | 임화영                  |
| 2007년 |                      | 이화여대 수학과 교수     |                     | 중앙대 총장             | 한국문화예술교육진흥원 이사장 | 이화여대 조형예술대 명예교수 | 서울신문 대표 | PMC 프로덕션 대표         | 민족문화영상협회 회장       |                          |                              | 서울시산악연맹 회장    |                                      | 파나관광교통㈜ 대표     |
| 2008년 | 박성현               | 김하석                   | 최미나              | 이춘희                  | 이영자                        | 박석원                       |               | 김민기                    | 김호선                      | 허동화                   | 최청자                       | 노민상                 | 나춘호                               | 임승순                  |
| 2008년 | 서울대 통계학과 교수 | 서울대 대학원장          | 한국소설가협회 고문 | 한국전통민요협회 이사장 | 한국 여성작곡가협회 명예회장  | 한국조각가협회 고문          |               | 극단 학전 대표            | 영화감독                    | 한국자수박물관 관장      | 세종대 무용학과 교수         | 국가대표 수영 총감독   | 예림당 회장                          | 프레지던트호텔 대표이사 |
| 2009년 | 이존희               | 김두철                   | 유재용              | 김한승                  | 정명화                        | 장리석                       |               | 신일수                    | 송길한                      | 김의정                   | 이숙재                       | 이덕분                 | 김정호                               | 한국일반여행업협회      |
| 2009년 | 서울시립대 명예교수  | 서울대 물리천문학부 교수 | 작가                | 국립국악원 정악단       | 첼리스트                      | 한국미술협회 고문            |               | 한양대 예술학부 명예교수  | 작가                        | 명원문화재단 이사장      | 한양대 생활무용예술학과 교수 | 세종대 체육학과 교수   | NHN한게임 대표                       |                         |
| 2010년 | 김재홍               | 최진호                   |                     | 이재숙                  | 이건용                        | 김종하                       | 박정찬        | 박계배                    | 최하원                      | 주남철                   | 채상묵                       | 김영환                 | 서울드라마어워즈                     | 서울시관광협회          |
| 2010년 | 경희대 교수          | 이화여대 석좌교수        |                     | 한양대 석좌교수         | 한국예술종합학교 교수         | 한국미술협회 회원            | 연합뉴스 대표 | 한국연극협회 이사장       | 영화감독                    | 고려대 명예교수          | 한국무용협회 부이사장        | 연세대 교수            |                                      |                         |
| 2011년 |                      |                          | 신현득              | 황용주                  | 진은숙                        | 정광모                       |               | 오현경                    | 정일성                      | 박광훈                   | 이원국                       | 안양옥                 | 이정일                               | 김민수                  |
| 2011년 |                      |                          | 아동문학            | 선소리산타령보존회      | 작곡가                        | 성신여대 명예교수            |               | 연극인                    | 촬영감독                    | 시무형11호 침선장        | 이원국발레단                 | 서울교대 교수          | 일진사 대표                          | 한국음식관광협회장      |
| 2012년 | 임기중               | 권원태                   | 최일남              |                         |                               |                              |               | 윤조병                    | 지상학                      | 이칠용                   | 김말애                       | 김진철                 | 황선길                               | 루스코리아투어          |
| 2012년 | 동국대학교명예교수   | 국립기상연구소장         | 소설가              |                         |                               |                              |               | 극단 하땅새 예술감독      | 한국시나리오작가협회 이사장 | 한국공예예술가협회 회장  | 경희대학교 무용학 교수       | 서울시 사이클연맹 회장 | 청소년수련원 아츠밸리유스호스텔 원장 | 루스코리아투어          |
| 2013년 |                      |                          |                     |                         | 서한범                        |                              |               | 한태숙                    | 이만방                      |                          | 김숙자                       | 주원홍                 | 윤숙자                               | 장유재                  |
| 2013년 |                      |                          |                     |                         | 단국대 명예교수               |                              |               | 극단물리 대표             | 숙명여대 명예교수           |                          | 한성대 명예교수              | 대한테니스협회장       | 한국사립박물관협회장                 | 모두투어 대표           |
| 2014년 | 김문조               | 민경찬                   | 송하춘              | 변종혁                  |                               |                              |               | 이강백                    | 민정홍 이혜진               | 김순희                   | 배정혜                       | 김진수                 | 김병준                               |                         |
| 2014년 | 고려대학교 교수      | 연세대학교 교수          | 소설가              | 관현맹인전통예술단 감독 |                               |                              |               | '파수꾼' 극작가           | EBS '스페이스 공감'연출     | 초전섬유퀼트박물관장     | 무용가                       | 서울지역핸드볼협회장   | 지경사 대표                          |                         |
| 2015년 |                      | 송용진                   | 권용태              | 홍성덕                  |                               | 이태길                       |               |                           | 문경석                      | 남문현                   | 김인희                       | 국기원                 | 김진용                               | 추신강                  |
| 2015년 |                      | 인하대 교수              | 한국문인협회 고문   | 한국국악협회 이사장     |                               | 화가                         |               |                           | 한국영화배우협회 이사장     | 건국대 명예교수          | 서울발레시어터 단장          | 태권도 특수법인        | 삼성출판사 대표                      | 한중상무중심 대표이사   |

### 2016년 65회
- 학술 부문: 2014년 서울 세계수학자대회를 유치한 서울대학교 수리과학부 교수 김도한
- 문학 부문: 한국인 최초로 국제PEN집행위원회 이사 이길원 국제PEN 명예이사장\
- 국악 부문: 서울시 무형문화제 44호 삼현육각 보유자 최경만 중앙대학교 교수
- 연극 부문: 서울시민연극제 창설, 대학로 티켓닷컴 개발 박장렬 연극집단 반 대표
- 문화재 부문: 국제교류전시로 한국박물관 국제화에 기여, 수필가로서 언론기고 활동으로 박물관 대중화 기여한 이강원 세계장신구박물관장
- 관광 부문: N서울타워를 복합문화 공간으로 재탄생 CJ푸드빌
- 독서문화 부문: 유아와 어린이 대상 북스타트 자원활동, 책읽어주기를 통해 독서문화 확산 김영희 어린이책시민연대 광진지회장
- 문화예술후원 부문: 서울아리랑페스티벌, 양주풍류악회 후원 윤영달 사단법인 서울아리랑페스티벌조직위원장

### 2017년 66회
- 학술 부문: 대학교수, 미술교육행정가, 디자인문화운동가 등으로 도시디자인 공공디자인 분야의 사회적 학문적 발전에 기여한 권영걸 계원예술대 총장
- 미술 부문: 국립미술협회 초대전, 호주 시드니 서울현대미술초대전 등을 통해 한국 조각작품을 해외에 소개한 김수현 충북대 명예교수
- 국악 부문: 전통 판소리,고법 발전과 대중화에 노력하고 전통국악을 국내외에 전파한 정화영 화고판소리고법보존회 이사장
- 서양음악 부문: 합창 마스터피스 시리즈 개발과 연주, 해외교류에 노력하고 시민합창단 서울시합창단 후원회를 구성, 운영한 전 서울시합창단장 김명엽
- 무용 부문: 사단법인 한영숙살풀이춤보존회 이사장으로 9회에 걸쳐 한영숙무용제 개최, 사단법인 한국무용협회 부이사장직 역임한 이은주 국립인천대 교수
- 연극 부문: 시대적 문제를 고찰하는 창작극을 꾸준히 발표한 이해성 극단 고레 대표
- 문화산업 부문: 한국음식의 우수성을 연구하고 국내외에서 강연,전시 등을 통해 한식 세계화에 기여한 김성옥 동원대 호텔조리학과 교수
- 문화재 부문: 전국민속예술경연대회에서 서울시 대표로 수표교 다리밟기와 경복궁 지경다지기를 지도 연출한 박상옥 서울시 무형문화제 21호 휘몰이잡가 예능 보유자
- 관광 부문:  한국전통문화 체험하는 관광편의시설 등 운영해 관광객 유치에 기여한 유승빈 양지진흥개발 회장
- 체육 부문: 취약종목 육성, 전임코치 증원, 운동부 합창단 등 학교체육활성화 기여 전용동 서울체육중고등학교 교장
- 독서문화 부문: 서울시 도서관정책 수립운영과 서울시 대표 도서관 기반 조성에 공헌한 이용남 한성대 명예교수